# 1984年夏季奥林匹克运动会玻利维亚代表团
1984年夏季奥林匹克运动会玻利维亚代表团是玻利维亚派出的1984年夏季奥林匹克运动会代表团。